# El diario de Agustín
El diario de Agustín es un documental del director chileno Ignacio Agüero, que indaga la línea editorial de la empresa de medios de comunicación El Mercurio SAP, de propiedad de Agustín Edwards Eastman y que produce los periódicos El Mercurio, La Segunda y Las Últimas Noticias.
Agüero plantea en su película que Edwards y sus periódicos manipulan deliberadamente información en connivencia con los aparatos represivos de la dictadura militar chilena (1973-1990). El documental se centra específicamente en el papel de El Mercurio en los últimos 30 años de la historia de Chile, incluyendo la Reforma agraria chilena y la Reforma Universitaria en la Universidad Católica de Chile, ocurridas durante el gobierno de Eduardo Frei Montalva, la oposición al gobierno de Salvador Allende, la colaboración con la dictadura de Augusto Pinochet y la postura que ha mantenido hasta la llegada de la democracia en Chile.
Por este documental su director fue galardonado con el Premio Altazor 2009 en el área de artes audiovisuales.

## Investigaciones

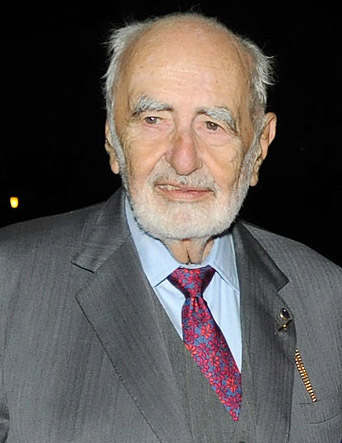
Agustín Edwards Eastman en 2011.

El documental se basa en el trabajo realizado por seis recién egresados de la Escuela de Periodismo de la Universidad de Chile (Paulette Dougnac, Elizabeth Harries, Claudio Salinas, Hans Stange y María José Vilches), quienes realizan sus investigaciones de tesis de titulación sobre El Mercurio y las violaciones a los Derechos Humanos, trabajo posible gracias al financiamiento de la Fundación Ford. Agüero documentó audiovisualmente durante más de un año el proceso de investigación de los jóvenes, asistiendo a entrevistas y recurriendo a material de archivo.
La compilación de las investigaciones escritas dieron origen al libro El diario de Agustín, editado por Claudia Lagos Lira y publicado por LOM Ediciones. En este libro se recogen testimonios de más de cien entrevistados, entre ellos de altos ejecutivos y editores del diario El Mercurio, miembros de su consejo editorial, periodistas, abogados de derechos humanos y sacerdotes que participaron en la Vicaría de la Solidaridad, exasesores de la dictadura militar, entre otros. La mayoría de los testimonios fueron on the record, es decir, dando su nombre.
El lanzamiento del libro, realizado en la Casa Central de la Universidad de Chile, fue cubierto por El Mercurio y otros medios. Al día siguiente, el diario publicó una nota sobre el evento, con una redacción con estilo irónico y distante, donde se le acusó de ser una «campaña contra El Mercurio».

## Capítulos del documental
- I. El Mercurio miente
- II. La ayuda extranjera viene
- III. Los 119

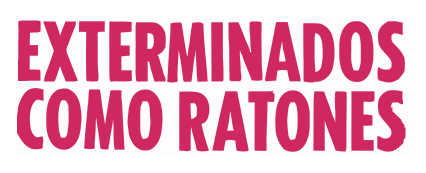
Portada del diario La Segunda referida a la Operación Colombo, mostrada en el documental.

- IV. Crimen pasional (caso de Marta Ugarte)
- V. "Una guía para la sociedad"
- VI. Calumnias e injurias
- VII. Epílogo

## Estreno y censuras
El documental se estrenó el 3 de noviembre de 2008, durante la apertura del Festival Internacional de Documentales de Santiago (FIDocS) en la Universidad Católica de Chile.
En mayo de 2010 los derechos de exhibición de El diario de Agustín fueron adquiridos por el canal estatal Televisión Nacional de Chile (TVN). Estos derechos caducaron el 31 de mayo de 2013, y hasta esa fecha el canal nunca transmitió el documental, lo que fue calificado como un atentado a la libertad de expresión. Idéntica situación ocurrió con el canal de televisión por cable ARTV, lo que provocó la renuncia de la directora de la estación en 2013, Natalia Arcos, quien acusó el hecho como censura.
Finalmente, el 5 de julio de 2014, a seis años de su estreno, el documental fue transmitido por TVN en el horario de trasnoche. Su salida al aire fue omitida de la programación de televisión diaria publicada por El Mercurio.